# Jean André (homme politique)
Pour les articles homonymes, voir Jean André et André.
Jean François Gustave André est un homme politique français né le 15 octobre 1805 à Aigre (Charente) et mort le 27 novembre 1878 à Paris 1er.

## Biographie
Notaire à Aigre, il est conseiller général après la révolution de 1848. Député de la Charente en 1849, il siège dans la majorité conservatrice et soutient le coup d’État du 2 décembre 1851. Il est député de la Charente de 1852 à 1870, soutenant le régime. Le 2 juillet 1871, il est élu député bonapartiste de la Charente. Il est sénateur de la Charente de 1876 à 1878, inscrit au groupe de l’Appel au peuple.
Il est le père de Jules Jean-François André, qui sera également député de Charente.